# Герб Хмельницького району
Герб Хмельницького району — офіційний символ Хмельницького району, затверджений 19 грудня 2003 р. рішенням № 25 IV сесії районної ради.

## Опис
На зеленому полі з синьою хвилястою базою, обтяженою трьома срібними нитяними хвилястими балками, золотий берег, на якому золота дерев'яна стіна з брамою, в синьому отворі брами три золоті перехрещені стріли, у срібній главі три чорні орнаментальні квітки. Щит увінчаний золотою короною. Під щитом йде синя стрічка із золотим написом «Хмельницький район».
Автори — В. М. Ільїнський, А. Б. Гречило, В. М. Напиткін.